# Otto Zweig
Otto Zweig (* 11. Januar 1874 in Prossnitz, damals Markgrafschaft Mähren, Österreich-Ungarn; † Oktober 1942, Treblinka) war ein Komponist, Pianist, Malzfabrikant und Handelskammerrat.

## Leben

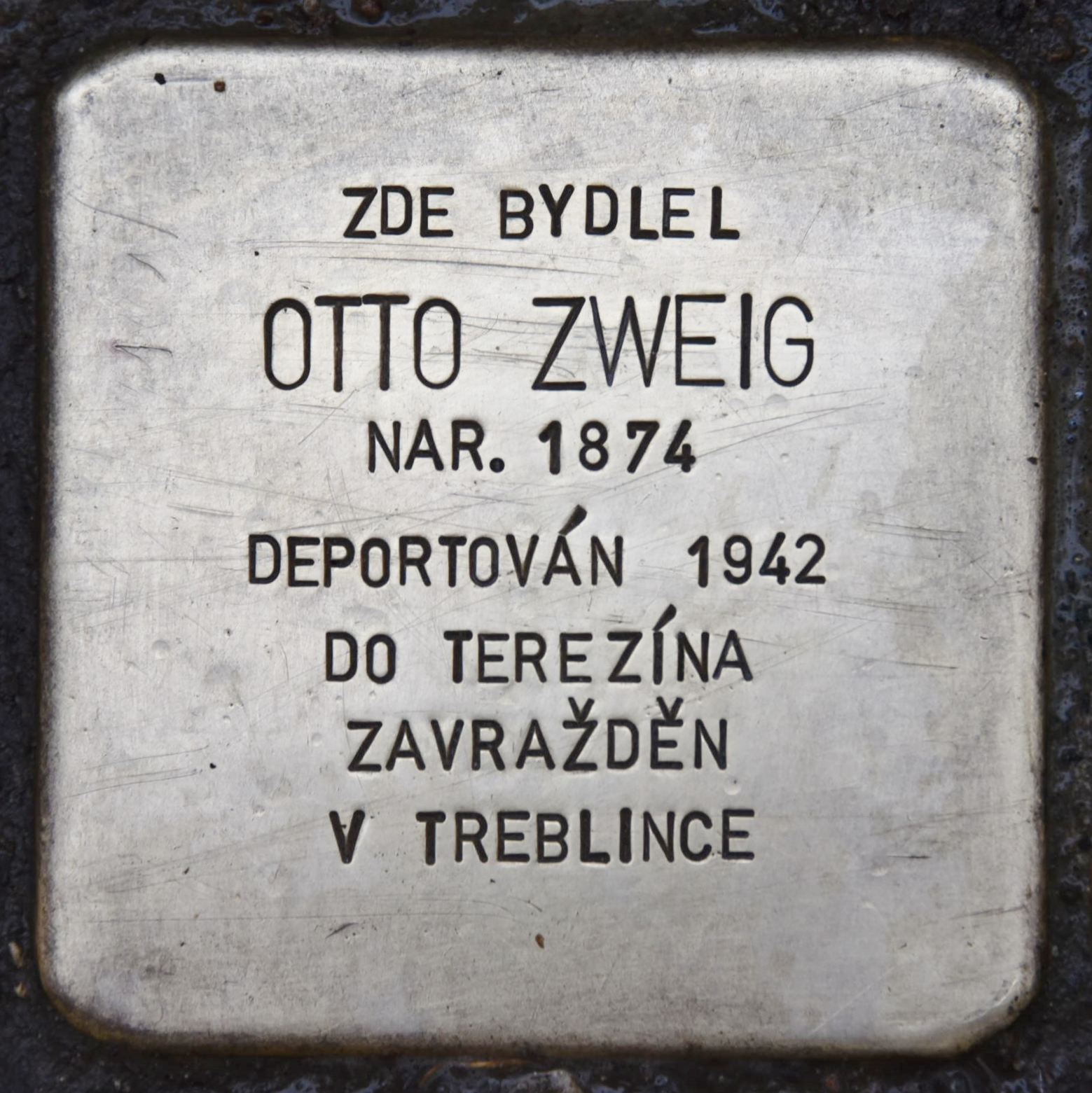
Stolperstein für Otto Zweig

Otto Zweigs Eltern waren Sigmund Menachem Zweig (1845–1910), ein Barchentfabrikant in Prossnitz, und Karoline Zweig (1853–1874), geboren als Karoline Doctor. Sie starb wenige Tage nach Ottos Geburt am 28. Januar 1874 im Alter von 20 Jahren. Sein Vater heiratete er darauf Karolines Schwester Josefine Doctor. 1877 kam Ottos jüngerer Bruder, der spätere Jurist und Aktivist in der zionistischen Bewegung Egon Zweig (1877–1949) zur Welt. Es folgte noch der jüngere Bruder Felix (1879–1939) und ihre Schwester, die früh verwitwete Hildegard Rooz (* 1886). Sie emigrierte wie Egon nach Israel. Otto Zweig besuchte die Handelsakademie Linz und absolvierte das Institut 1891.  Er studierte Klavier in Wien bei  Eusebius Mandyczewski und Anton Door. Ab 1894 trat er in Olmütz als Pianist und Komponist an die Öffentlichkeit. Im August 1895 war er Gast im Hotel Post in Ischl. Bei der Einweihung des neu erbauten isralischen Tempels in Olmütz im April 1897 leitete er den Chor. Am 1. April 1898 trat Otto Zweig als öffentlicher Gesellschafter in die Firma Marcus Zweigs Söhne mit dem Recht ein, die Firma selbständig zu vertreten und zu zeichenen. Die Firma betrieb Malzerzeugung und Handel mit Malz. Im Juli 1898 verlobte er sich mit Anna Bries, der Tochter des Olmützer Unternehmers Ignaz Bries. Am 18. Dezember 1898 heirateten sie im israelischen Tempel in Olmütz. Am 22. März 1900 wurde in Olmütz ihr gemeinsamer Sohn Rudolf Zweig geboren. Im Ersten Weltkrieg wurde Otto Zweig als Firmenleiter vom Militärdienst freigestellt. Otto Zweig engagierte sich als Kammerrat in der Gewerbe- und Handelskammer Olmütz und überregional im Vorstand des Vereins Österreicher Malzfabrikanten.  1918 war er Vorstand der Schlaraffia Olomocia. Nach dem Ersten Weltkrieg lebte Otto Zweig lange Jahre als Malzfabrikant in Olmütz und engagierte sich auch in der Tschecho-Slowakischen Kommission der Malzfabrikanten. 1931 ließ er sich in Olmütz eine Villa, heute Villa Otto Zweig genannt, vom Wiener Architekten Franz Kuhn (1874–1942) erbauen. Sein Bruder Felix, der mit Otto die Firma Marcus Zweigs Söhne betrieb, nahm sich nach seiner Inhaftierung 1939 im Gefängnis Olmütz das Leben. Am 15. Mai 1942 wurde die Villa von der Hitlerjugend beschlagnahmt. Otto Zweig und seine Frau Anna wurden am 8. Juli 1942 deportiert und im KZ Theresienstadt interniert. Am 15. Oktober 1942 wurde er nach Treblinka transportiert, wo er wenige Tage später ermordet wurde. Seine Frau Anna Zweig und ihrem Sohn Rudolf und dessen Familie ereilte im Oktober 1942 das gleiche Schicksal.
2015 wurde Otto Zweig zum Gedenken in Olmütz ein Stolperstein gesetzt.

## Werke (Auswahl)

### Werke mit Opuszahl
- Cappriccio e-moll für Pianoforte op. 1; bei Fr.Kistner in Leipzig veröffentlicht OCLC 472533039
- Ein Walzercyklus für Pianoforte, op. 2; bei Fr.Kistner in Leipzig veröffentlicht  OCLC 472532997
- Skizzen: Zehn Klavierstücke, op. 3;  bei Fr.Kistner in Leipzig veröffentlicht OCLC 873345308
- 7 Lieder op. 4
  - Nr. 2  Mädchen mit dem roten Mündchen. Text: Heinrich Heine, Buch der Lieder, Die Heimkehr Nr. 50
- 9 Lieder eines fahrenden Gesellen, op. 5 für eine Singstimme mit Begleitung des Pianoforte; Text: Rudolf Baumbach; 1902 bei Fr.Kistner in Leipzig veröffentlicht
  - Nr. 1 Bin ein fahrender Gesell′
  - Nr. 2 Nun pfeif′ ichnoch ein zweites Stück
  - Nr. 3 Herbst
  - Nr. 4 Nach sieben Jahren
  - Nr. 5 Wächterruf
  - Nr. 6 Die Grille
  - Nr. 7 Jeder nach seiner Art[Digitalisat 1] Incipit: Nie werden Trauben süß und schwer an Haselbüschen reifen
  - Nr. 8 Mai
  - Nr. 9 Jung geblieben
- Suite op. 6 für Pianoforte; Dr. Eusebius Mandyczewski gewidmet; 1903 bei Fr.Kistner in Leipzig veröffentlicht[Digitalisat 2] OCLC 1126168436
  - Nr. 1 Präludium. Allegro agitato
  - Nr. 2 Toccata. Vivace
  - Nr. 3 Scherzo. Allegro energico
  - Nr. 4 Tema con variazioni. Var. I bis Var. XII
  - Nr. 5 Intermezzo. Allegretto grazioso.
  - Nr. 6 Rondo.Allegro brioso
- Deutsche Tänze und Walzer für Klavier, op. 8; bei Fr. Kistner in Leipzig veröffentlicht OCLC 472533009 2019 Reprint bei der Musikproduktion Juergen Hoeflich in München
  - Nr. 1 Tempo giusto
  - Nr. 2 Grazioso
  - Nr. 3 Vivace
  - Nr. 4 Cantabile
  - Nr. 5  Amabile
  - Nr. 6 L’istesso tempo
  - Nr. 7
  - Nr. 8 Vivace
  - Nr. 9 Un poco Andante
  - Nr. 10 Giocoso
  - Nr. 11 Commodo
  - Nr. 12 Vivace con brio

### Sonstige Werke
- Am Strand, Text: Karl Stieler. Das Werk wurde am 11. Februar 1894 im Rahmen Konzertes zu Gunsten des Pesnionfonds der Städtischen Musikkapelle im königlichen Redoutensaal in Olmütz von Hans Mohwinkel und dem Pianisten Carl Eder aufgeführt wurde.[22][4]
- Slawischer Tanz für Klavier; Otto Zweig spielte das Werk bei einer Akademie zu Gunsten des Witwen- und Waisenfonds des Vereins reisender Kaufleute Österreich-Ungarns am 17. März 1894 in den Räumen der Olmützer deutschen Casino-Gesellschaft.[5]
- Valse impromptu. Das Werk wurde am 8. Februar 1895 bei einem außerordentlichen Konzert des Deutschen Musik- und Gesangvereins in Prossnitz vom Pianisten Ignaz Brüll aufgeführt.[23]
- Morgenlied und Einkehr; für gemischten Chor. Beide Werke wurden im November 1897 beim Konzert des Männergesangvereins in Olmütz aufgeführt.[24]
- Serenade für Streichquintett. Das Werk wurde bei einem Konzert des Olmützer Musikerbundes am 5. Januar 1902 im städtischen Redoutensaal in Olmütz uraufgeführt.[25] I Andante quasi allegretto II Allegretto giocoso III Andante molto IV Finale vivace[26]
- Kantate für Soli, gemischten Chor und Orchester nach biblischen Texten. Das Werk wurde beim 111. Konzert des Olmützer Männergesangvereins  am 13. März 1904 uraufgeführt[27].
- Walzer und Mährische Tänze für Klavier zu vier Händen (2 Hefte)[3]
- Suite für Klarinette und Klavier[3]
- Streichtrio[3]
- Streichquartett[3]

## Digitalisate
1. ↑  Lieder eines fahrenden Gesellen op.5 Nr. 7 Jeder nach seiner Art als Digitalisat beim International Music Score Library Project
2. ↑  Suite op. 6 als Digitalisat beim IMSLP